# فاليكود
فاليكود (بالإنجليزية: Vallicode)‏ هي منطقة سكنية تقع في الهند في منطقة باثانامثيتا. يقدر عدد سكانها بـ 20,750 نسمة وترتفع عن سطح البحر 19 متر.